# 장은아 (1956년)
장은아(1956년 ~ )는 대한민국의 가수이다. 1978년 데뷔와 동시에 〈고귀한 선물〉, 〈이 거리를 생각하세요〉 등을 연달아 히트시키며 포크 음악계의 디바로 활약했다. 2015년에 개인전을 열며 화가로도 활동한다.

## 생애
전남 장성에서 태어나, 백일 지나자마자 가족 모두 서울로 이사했고 ‘사실상 서울 태생’이다. 언니와 오빠의 영향을 받아 여고 시절부터 기타를 쳤다. 학교를 졸업한 1976년 명동의 카페 ‘오라오라’에서 통기타 가수로 데뷔했다. 그러던 중 작사가 박건호가 그녀를 발탁해 1977년 〈어떤 옛날에〉를 발표, 가수로 정식 데뷔했다.

## 가수 외 활동

### 방송
- 《장은아의 7080 음악풍경》 (CBS 표준FM, 2008년 5월 12일 ~ 2010년 5월 8일)
- 《가요무대》 1806회 (KBS 1TV, 2023년 7월 3일)